# Roussette laineuse
Rousettus lanosus
Espèce
Statut de conservation UICN

 LC  : Préoccupation mineure
Rousettus lanosus (rousette laineuse) est une espèce africaine de chauves-souris.

## Répartition et habitat

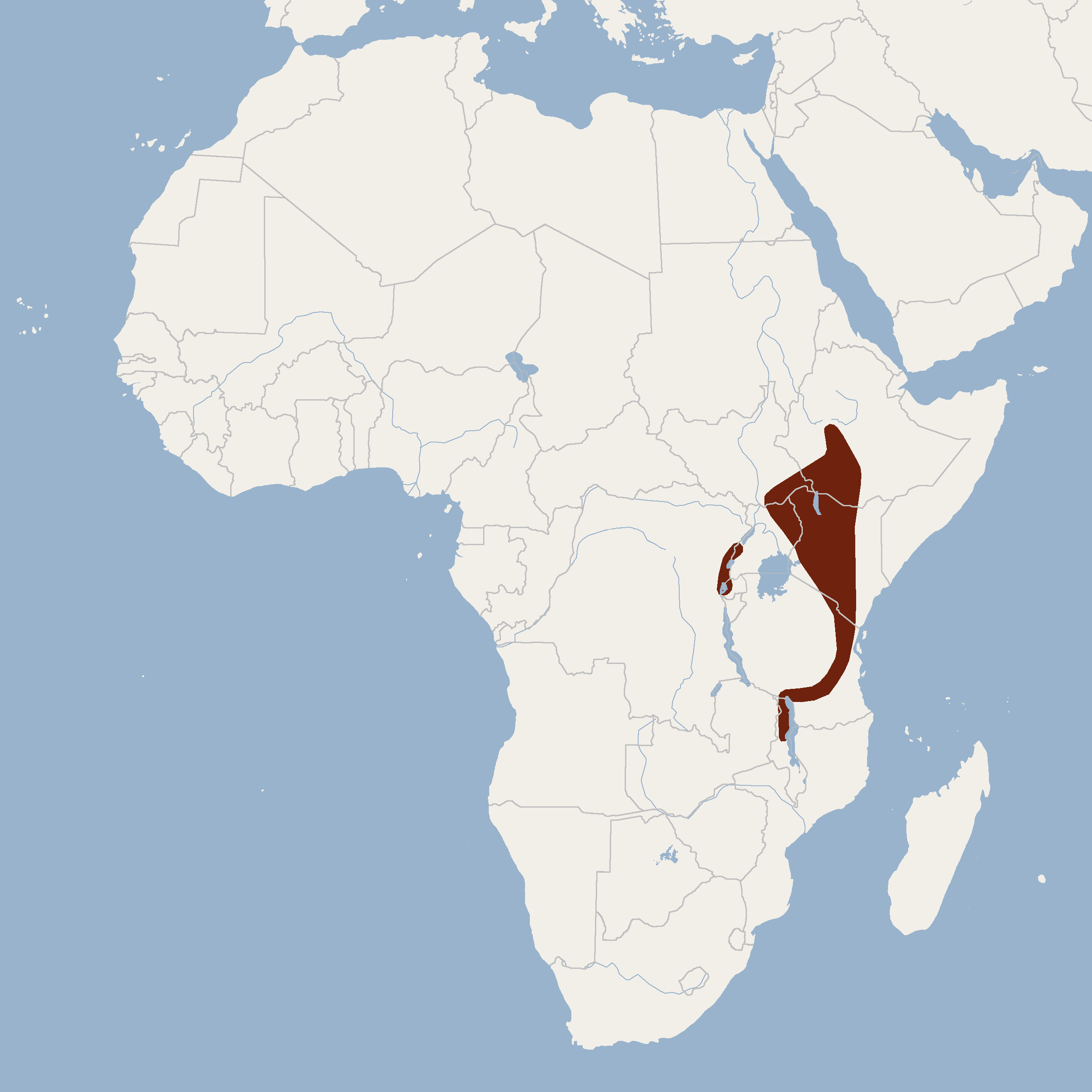
Carte de distribution.

On la trouve en république démocratique du Congo, en Éthiopie, au Kenya, au Malawi, au Rwanda, au Soudan du Sud en Tanzanie et en Ouganda. 
Elle vit dans les forêts tropicales et subtropicales humides.